# Karel Lismont
Karel Lismont (Bélgica, 8 de marzo de 1949) es un atleta belga retirado, especializado en la prueba de maratón, compitió en los Juegos Olímpicos de 1972, 1976, 1980 y 1984 en las pruebas de maratón y 10 000 m. Llegó a ser medallista de plata en Múnich 1972 y medallista de bronce olímpico en Montreal 1976.

## Carrera deportiva
En Múnich 1972 obtuvo la medalla de plata con un tiempo de 2:14:31, siendo superado por el estadounidense Frank Shorter.
En los JJ. OO. de Montreal 1976 ganó la medalla de bronce en la maratón, recorriendo los 42,195 km en un tiempo de 2:11:12 segundos, llegando a meta tras el alemán Waldemar Cierpinski y el estadounidense Frank Shorter.
Lismont ganó también la medalla de oro en el maratón del Campeonato Europeo de Atletismo de 1971. 
Lismont ganó el Maratón de Berlín de 1983 con un tiempo de 2:13:37, y los dos primeros Maratones de Hamburgo en 1986 y 1987.